# (27855) Giorgilli
(27855) Giorgilli est un astéroïde de la ceinture principale.

## Description
(27855) Giorgilli est un astéroïde de la ceinture principale. Il fut découvert le 4 janvier 1995 à Sormano par Francesco Manca et Augusto Testa. Il présente une orbite caractérisée par un demi-grand axe de 2,55 UA, une excentricité de 0,08 et une inclinaison de 4,8° par rapport à l'écliptique.

## Compléments